# Glaucis
A Glaucis a madarak osztályának sarlósfecske-alakúak (Apodiformes) rendjébe és a kolibrifélék (Trochilidae) családjába tartozó nem.

## Rendszerezésük
A nemet Friedrich Boie német ornitológus írta le 1831-ben, az alábbi 3 faj tartozik ide:
- rozsdás remetekolibri (Glaucis aeneus)
- rozsdásfarkú remetekolibri (Glaucis hirsutus)
- Bahia-remetekolibri (Glaucis dohrnii)

## Előfordulásuk
A Karib-térségben, valamint Közép-Amerika és Dél-Amerika területén honosak. Természetes élőhelyeik a szubtrópusi és trópusi erdők, cserjések és füves puszták. Állandó, nem vonuló fajok.

## Megjelenésük
Testhosszuk 9–13 centiméter közötti.

## Életmódjuk
Nektárral és kisebb ízeltlábúakkal táplálkoznak.